# أ.إي. هينينج
أ.إي. هينينج هو مهندس مدني وسياسي أمريكي، ولد في 14 يناير 1887، وتوفي في 1970. نشط حزبياً في الحزب الجمهوري.